# Charles Gayle
Charles Gayle (28. února 1939 Buffalo, New York – 7. září 2023) byl americký jazzový klavírista a saxofonista. Od dětství se učil na klavír a k saxofonu přešel až v devatenácti letech. Počátkem sedmdesátých let hrál v kapele bubeníka Rashieda Aliho. V roce 1996 spolu s Alim nahrál hudební doprovod pro album mluveného slova Henryho Rollinse. Věnoval se rovněž pedagogické činnosti na Bennington College. V roce 1988 podepsal smlouvu se švédským vydavatelstvím Silkheart Records a ještě v ten rok na této značce vydal tři alba. Během své kariéry spolupracoval i s dalšími hudebníky, mezi které patří Cecil Taylor a Sunny Murray.
Zemřel 7. září 2023 ve věku 84 let.